# American Philosophical Association
La American Philosophical Association fue fundada en 1900 para promover el intercambio de ideas entre los filósofos, para fomentar la actividad creativa y académica en filosofía, para facilitar el trabajo profesional y la enseñanza de los filósofos, y para representar a la filosofía como disciplina.
Habiendo crecido de unos pocos cientos de miembros a más de 10.000, la Asociación Filosófica Americana es una de las mayores sociedades filosóficas en el mundo y la única sociedad filosófica en los Estados Unidos no dedicada a un campo en particular, escuela o enfoque filosófico.
En las tres divisiones de la APA, la Central, la Oriental y la del Pacífico, fundadas en 1900, 1901 y 1924, respectivamente, se realizan reuniones anuales en la que los filósofos presentes investigan e intercambian ideas. Desde 1927, la Asociación Americana de Filosofía ha funcionado bajo una constitución que prevé una junta nacional.
Organizaciones socias de la APA son la Asociación Americana de Profesores Universitarios, el American Council of Learned Societies, la Federación Internacional de Sociedades de Filosofía (FISP), la Asociación Americana para el Avance de la Ciencia, y la Alianza Nacional de Humanidades.